# Sub Focus
 (juin 2017).
Si vous disposez d'ouvrages ou d'articles de référence ou si vous connaissez des sites web de qualité traitant du thème abordé ici, merci de compléter l'article en donnant les références utiles à sa vérifiabilité et en les liant à la section « Notes et références ».
Nicolaas Douwma (né le 13 avril 1982), mieux connu sous son nom de scène Sub Focus, est un platiniste, compositeur et producteur de musique électronique anglais. Il compose des morceaux depuis 2003. Le 12 octobre 2009, il sort son premier album. Il a sorti son deuxième album, Torus, le 30 septembre 2013.

## Carrière musicale

### Débuts
À l'origine fan de rock, et de groupes tels que Nirvana, il a commencé un groupe avec quelques amis à l'école, alors qu'ils étaient âgés de onze ou douze ans. Ce groupe eut cependant une courte durée de vie car il « n'était pas très bon » en tant qu'instrumentiste. Néanmoins, à treize ans, il découvre un logiciel de production de musique électronique et devient peu à peu un producteur autodidacte. La principale raison pour laquelle il appréciait cette façon de produire est qu'il pouvait réussir à créer une chanson entièrement sur un ordinateur sans avoir à jouer d'un instrument de musique. Ses premières influences majeures ont été des groupes tels que The Prodigy et The Chemical Brothers. Ces artistes ont combiné les guitares avec la dance music. À la fin des années 1990, il a été exposé à la drum and bass en tant que musique conceptuelle, à travers des artistes tels que Goldie.
Il n'a commencé à prendre la production de musique au sérieux que lorsqu'il a quitté l'école et décidé de sa future carrière. À partir de début 2000, et ce, en grande partie en raison des encouragements de ses amis, il a commencé à envoyer des CD démo. Il a commencé à gagner en notoriété en 2003 lorsque son CD s'est trouvé dans les mains d'Andy C, patron de RAM Records. Celui-ci a été tellement impressionné qu'il a signé chaque piste instantanément[réf. souhaitée]. Douwma a été signé sur Frequency, le label frère de RAM, avant de faire ses débuts chez RAM deux ans plus tard.

### 2005-08: début de carrière
En mars 2005, il a eu un single numéro un dans les UK Dance Charts avec X-Ray / Scarecrow. Le single atteint la 60e position dans les UK Singles Charts. En juin 2008, il a atteint la première place des UK Dance Charts à nouveau avec Timewarp / Join the Dots.

### 2009-10:Sub Focus
En août 2009, il atteint le Top 40 britannique pour la première fois avec Rock It / Follow the Light, qui a atteint la 38e position. Rock It / Follow the Light a également atteint  la première place des UK Dance Charts, et a été sélectionné pour la Liste B de la playlist de la BBC Radio 1. Sub Focus a également remixé quelques productions de The Prodigy, deadmau5, Rusko, Dr. Octagon, Empire of the Sun et Dizzee Rascal. Le 6 octobre 2009, Sub Focus a publié Lisse, en téléchargement gratuit. Le 12 octobre 2009, il a publié son premier album studio Sub Focus, qui a culminé à la 51e position du UK Albums Chart.

### 2010-2013:Torus
En 2010, Sub Focus a assisté le groupe de drum and bass australien Pendulum sur leur tournée britannique, promouvant Immersion, leur troisième album. Plus tard cette année, il produit le morceau Kickstarts d'Example pour le deuxième album de celui-ci, Won't Go Quietly. La piste a été un succès dans les UK Singles Charts, atteignant la 3e position. Cela en fait le plus grand succès commercial de Sub Focus. Falling Down, une piste gratuite mettant en vedette la voix de Kenzie May, a été publiée sur son site web et plus tard mis en vente en tant qu'EP. En 2012, il a publié le morceau Out the Blue avec Alice Gold en featuring, qui atteint la 23e position dans les UK Singles Charts. Il a été suivi par Tidal Wave, mettant en vedette Alpines, qui a culminé à la 12e position dans les UK Singles Charts. Ce morceau a été le premier à rester plus de deux semaines dans le Top 40. Il a aussi été entendu dans la campagne publicitaire Sound with Power de Mercedes Benz, avec Tinie Tempah. Le 12 mai 2013, le morceau Endorphins, avec Alex Clare, a été publié culminant à la 10e position dans les UK Singles Charts. Turn It Around, le cinquième single de l'album, est sorti le 22 septembre 2013 et a atteint la 14e position. Son deuxième album studio Torus est sorti le 30 septembre 2013. Sub Focus est un des principaux artistes de la scène Radio 1 Dance du Reading and Leeds Festival. Il a aussi joué à Glastonbury 2013 avec son nouveau live show. Plus tard dans l'été 2013, il a joué au Festival de Dour, au Global gathering, au Bestival et au Isle of Wight Festival, entre autres. Il tient la vedette du BBC Radio 1Xtra Live au Bournemouth International Centre, le 7 octobre. Il a ensuite effectué une tournée britannique en 2013. Le sixième single de Torus, de Turn Back Time, a lentement grimpé à la 10e position des UK Singles Charts. Le single suivant de Torus, une nouvelle version de Close, avec un autre chanteur à la place d'MNEK, n'a pas atteint les classements.

### 2019-présent:Portals
Sub Focus sort un troisième album, Portals, en collaboration avec le producteur Wilkinson le 6 octobre 2020 sur le label Virgin EMI music. Les deux artistes avaient déjà collaboré ensemble sur le single Take It Up en 2018, ils ont ensuite fait un DJ set ensemble dans un grand festival au Royaume-Uni. Constatant que l’alchimie musicale marchait bien entre eux et le manque significatif d’album collab en drum and bass, ils se sont donné pour mission d’en faire un. Pour l’élaboration de l’album ils se sont retrouvés dans un studio au Royaume-Uni pendant 1 mois. Wilkinson s’est occupé de jouer les drums et de les sampler, Sub Focus s’est quant à lui contenté d’enregistrer les synthés modulaires. Ils ont également fait appel à plusieurs instrumentistes et vocalistes pour compléter leurs productions. Le premier single de l’album Illuminate sort finalement le 19 septembre 2019 suivi de Just Hold On le 24 avril 2020, ce dernier s’accompagnera d’un remix drum and bass un peu plus tard en collaboration avec Pola & Bryson.

## Discographie
Albums studio
- 2010 : Sub Focus
- 2013 : Torus
- 2020 : Portals (en collaboration avec Wilkinson)
- 2023 : Evolve